# آزمون حداقل سیگنال هوشمند

## آزمون حداقل سیگنال هوشمند
آزمون حداقل سیگنال هوشمند (به انگلیسی: Minimum Intelligent Signal Test یا MIST)، معیاری برای ارزیابی سطح هوش یا توانایی تعامل سیستم‌های هوش مصنوعی است. این آزمون به جای آنکه تلاش کند هوش مصنوعی را در حد انسان یا درک زبان طبیعی محک بزند، آن را با یک حداقل سطح هوش مقایسه می‌کند تا مشخص شود آیا این سیستم قادر به درک و پاسخگویی به سیگنال‌های ساده و پایه‌ای است.

## هدف و ساختار آزمون
این آزمون برای ارزیابی توانایی سیستم‌های هوش مصنوعی پایه طراحی شده و شامل مجموعه‌ای از پرسش‌ها یا دستورهای ساده است که سیستم باید به‌طور صحیح به آن‌ها پاسخ دهد. این دستورها می‌توانند شامل مواردی مانند:
- درخواست انجام یک عمل ساده
- پاسخ به پرسش‌های بله یا خیر
- پردازش اطلاعات پایه و ارائه نتیجه
- تشخیص الگوهای ساده

## بحث
کریس مک‌کینستری، ابداع‌کننده‌ی آزمون، از رویکردهای موجود برای هوش مصنوعی مانند ربات‌های گفتگو انتقاد کرد. او بیان کرد که مجموعه‌ای از پرسش‌های ساده و مستقیم می‌تواند نقاط ضعف هوش مصنوعی را به‌سرعت افشا کرده و آن‌ها را "متوقف" کند. مک‌کینستری این رویکرد را در برابر آزمون تورینگ و روش جایزه لوبنر قرار داد، که هدفشان درگیر کردن هوش مصنوعی در مکالمه‌های تایپ‌شده پیچیده و بدون جهت است.
منتقدان MIST معتقدند که روش مک‌کینستری نیز محدودیت‌هایی دارد و بسیاری از هوش مصنوعی‌ها می‌توانند با پاسخ‌های محدود و پیکسل‌های ذهنی تولید شده به پرسش‌های بله/نه پاسخ دهند. برای مثال، اگر هوش مصنوعی بتواند به پرسشی مثل "آیا خورشید از پای من بزرگتر است" پاسخ دهد، این تضمین نمی‌کند که می‌تواند به پرسش‌های پیچیده‌تر با مقایسه‌های مختلف نیز پاسخ دهد.
با این حال، مک‌کینستری استدلال می‌کرد که یک سیستم هوشمند واقعی و آگاه باید بتواند با آگاهی نسبی از اندازه‌ی اشیاء به این گونه پرسش‌ها پاسخ دهد. از دید او، آزمون MIST نه به‌عنوان روشی برای پیاده‌سازی هوش مصنوعی، بلکه به‌عنوان سنجشی برای ارزیابی سطح هوش در نظر گرفته شده بود.
همچنین می‌توان MIST را عینی‌تر از آزمون تورینگ دانست، زیرا در آزمون تورینگ امکان اشتباه‌گیری هوش مصنوعی با انسان‌انگاری پاسخ‌ها بیشتر است. این مشکل در اثر ELIZA و تمایل افراد به اشتباه کردن نشانه‌های سطحی هوش با هوشمندی واقعی دیده می‌شود. در مقابل، MIST تلاش می‌کند تا از معیارهای پایه‌ای و قابل‌تشخیص‌تری برای سنجش هوش مصنوعی بهره ببرد.
بحث مشابهی نیز در مناقشه بر سر زبان میمون‌ها مطرح شده است؛ به این صورت که برخی ادعا می‌کنند گونه‌های نخستین غیرانسانی جنبه‌هایی از زبان اشاره را یاد گرفته‌اند، اما میزان این یادگیری مورد تردید و مناقشه است.